# Magón (344 a. C.)
Magón fue un militar cartaginés del siglo IV a. C., comandante de la flota cartaginesa en Sicilia en 344 a. C.
Después de que Timoleón se hubiera apoderado de la ciudad de Siracusa, su rival Hicetas pidió la ayuda de los cartagineses. Magón viajó a Siracusa con una flota de ciento cincuenta trirremes y cincuenta mil hombres, pero no consiguió gran cosa. Hizo entonces una expedición contra Catania y mientras Neón, gobernador de Siracusa, aprovechaba para hacerse dueño de la Acradina. Ante la escalada de tensión y desconfianzas entre Cartago y sus aliados, Magón, temiendo una traición tras la llegada de Timoleón al mando de una fuerza muy inferior, embarcó de regreso a Cartago. Su actitud levantó tales suspicacias e indignación en la capital que se suicidó para evitar un destino más terrible a manos de sus compatriotas. No obstante, su cuerpo fue crucificado después de muerto.